# Манджінкан
Манджінкан (перс. منجينقان) — село в Ірані, у дегестані Дузадж, у бахші Харкан, шахрестані Зарандіє остану Марказі. За даними перепису 2006 року, його населення становило 287 осіб, що проживали у складі 76 сімей.

## Клімат
Середня річна температура становить 9,99 °C, середня максимальна – 28,23 °C, а середня мінімальна – -11,90 °C. Середня річна кількість опадів – 253 мм.
| Клімат поселення                              | Клімат поселення | Клімат поселення | Клімат поселення | Клімат поселення | Клімат поселення | Клімат поселення | Клімат поселення | Клімат поселення | Клімат поселення | Клімат поселення | Клімат поселення | Клімат поселення | Клімат поселення |
| Показник                                      | Січ.             | Лют.             | Бер.             | Квіт.            | Трав.            | Черв.            | Лип.             | Серп.            | Вер.             | Жовт.            | Лист.            | Груд.            |                  |
| Середній максимум, °C                         | 4,54             | 6,42             | 9,68             | 16,60            | 21,77            | 27,33            | 28,23            | 28,07            | 23,79            | 18,04            | 11,62            | 5,97             |                  |
| Середня температура, °C                       | −3,68            | −1,79            | 1,46             | 8,38             | 13,55            | 19,10            | 22,77            | 22,60            | 18,33            | 12,56            | 6,16             | 0,50             |                  |
| Середній мінімум, °C                          | −11,9            | −10,02           | −6,76            | 0,16             | 5,33             | 10,88            | 17,30            | 17,13            | 12,87            | 7,10             | 0,68             | −4,97            |                  |
| Норма опадів, мм                              | 31               | 33               | 47               | 40               | 33               | 5                | 2                | 1                | 0                | 11               | 20               | 30               |                  |
| Середньомісячна швидкість вітру, м/с          | 1.42             | 2.37             | 2.96             | 2.99             | 2.63             | 2.38             | 2.35             | 2.25             | 2.14             | 2.02             | 1.68             | 1.57             |                  |
| Середньомісячна сонячна радіація, кДж/м²·день | 8790             | 11511            | 14240            | 17742            | 21863            | 26387            | 25988            | 23612            | 20141            | 14582            | 10532            | 8499             |                  |
| --------------------------------------------- | ---------------- | ---------------- | ---------------- | ---------------- | ---------------- | ---------------- | ---------------- | ---------------- | ---------------- | ---------------- | ---------------- | ---------------- | ---------------- |
| Джерело:                                      |                  |                  |                  |                  |                  |                  |                  |                  |                  |                  |                  |                  |                  |